# Jézus másként

A Jézus másként Philip Yancey 1995-ben megjelent The Jesus I never knew című könyvének magyar fordítása. A könyv Jézus alakját mutatja be Máté, Márk, Lukács és János evangéliumából egy szokatlan megvilágításban. A borítón az a provokatív idézet áll, hogy: 

„Jézus testesíti meg számunkra azt az Istent, aki bármeddig kész elmenni, csak visszakaphasson minket.”

– Yancey

, ami akár a könyv mottója is lehetne.
Hogy ez a bármeddig nemcsak üres szólam, azt az alábbi idézet is alátámasztja:

„Krisztus emberi testet öltött, s az idő e kizökkent állapotában megtapasztalta, mit jelent emberként élni. Isten Fia a földön töltött harminchárom év alatt megtudta, mi az a szegénység, családi perpatvar, társadalmi kitaszítottság, szóbeli bántás és árulás. A fájdalmat is megismerte: megtudta, milyen érzés, amikor vádlója ujjlenyomata ott marad az arcán, amikor a vasszegecsekkel ellátott korbács üt egyet a hátán, amikor a kemény vasszöget az izmokon, inakon, csontokon keresztülütik. Isten Fia itt a földön ismerkedett meg ezekkel az érzésekkel.”

– Yancey

## Tartalma
Ebben a könyvében Yancey Jézus alakját veszi górcső alá, születésétől a feltámadásáig, s olyan kérdésekre keresi a választ, mint például ki is volt ez a Jézus, miért jött, s mit szeretett volna.
A könyv három részre van tagolva, az első rész Jézus személyéről szól, a második az eljöveteléről, a harmadik a hagyatékáról.
Az első részben Yancey elkezd arról a Jézusról beszélni akit a vallásosság szintjén megismert, s fokozatosan tárja az olvasó elé azt a személyt, aki az evangéliumok mélyebb olvasása és megértése után bontakozott ki.
Nagyon alaposan s érthetően veszi végig Jézus életét s szűztől való fogantatástól elkezdve a feltámadásig, megosztva saját gondolatait, kételyeit, tapasztalatait az olvasóval.
Elkezdi boncolgatni Jézus talán leghíresebb mondásait, a boldogmondásokat, először történelmi kontextusba helyezve azokat, ami még inkább rávilágít arra, hogy mennyire kirívóak voltak abban a korban ezek a mondások. Az író arra a kérdésre is elkezdi keresni a választ, hogy vajon a mai keresztyének eléggé komolyan veszik-e ezt a tanítást?

## Magyarul
- Jézus másként; ford. J. Füstös Erika; Harmat, Budapest, 2009, ISBN 9789632880167 (eredeti címe: The Jesus I Never Knew)
- Jézus másként; ford. J. Füstös Erika; 3. jav. kiad.; Harmat, Budapest, 2018

## Tartalom
| Első rész - Személye - Jézus, akit ismerni véltem - Születése: a föld meglátogatása - Háttere: zsidó gyökerek, zsidó föld - Megkísértése: erőpróba a pusztában - Személyisége: jómagam mire lettem volna figyelmes? | Második rész - Eljövetele - A boldogmondások: jó annak, akinek rossz - Tanítása: kemény szavak - Küldetése: a kegyelem forradalma - Csodái: pillanatképek a természetfölöttiről - Halála: az utolsó hét - Feltámadása: a reggel, amely minden képzeletet felülmúlt | Harmadik rész - Hagyatéka - Mennybemenetele: üres kék ég - Országa: a gyom közt felnövekvő búza - Hatása |

## Külső linkek
- Philip Yancey hivatalos honlapja
- Philip Yancey hivatalos életrajza a Zondervan Publishing-tól